# بيتر روك (روائي)
بيتر روك (بالإنجليزية: Peter Rock)‏ (1967)؛ روائي أمريكي.